# Thrombium aoristum
Thrombium aoristum är en lavart som först beskrevs av William Nylander och som fick sitt nu gällande namn av Johann Franz Xaver Arnold. 
Thrombium aoristum ingår i släktet Thrombium och familjen Protothelenellaceae. Inga underarter finns listade i Catalogue of Life.